# Lusk (ort)
Lusk (iriska: Lusca) är en ort i republiken Irland.   Den ligger i provinsen Leinster, i den östra delen av landet, 22 km norr om huvudstaden Dublin. Lusk ligger 27 meter över havet och antalet invånare är 7 022.
Terrängen runt Lusk är platt. Havet är nära Lusk åt sydost. Runt Lusk är det mycket tätbefolkat, med 1 266 invånare per kvadratkilometer. Närmaste större samhälle är Swords, 8,3 km söder om Lusk. Trakten runt Lusk består i huvudsak av gräsmarker.